# Míron
Míron foi um escultor grego (século V a.C.), nascido em Elêutras Foi o mais velho dos três grandes escultores do século de Péricles: Míron, Fídias e Policleto. Duas de suas obras chegaram até nós em cópias romanas: Atena, Mársias, e o Discóbolo, uma das esculturas mais famosas da história da arte. Suas estátuas de homens nus e de mulheres mais ou menos vestidas eram utilizadas principalmente para representar um deus ou deusa nos templos ou para decoração de túmulos